# Khorata diaoluoshanensis
Khorata diaoluoshanensis is een spinnensoort uit de familie trilspinnen (Pholcidae). De soort komt voor in China.